# Outsider (powieść)
Outsider (ang.: The Outsider) – powieść Stephena Kinga, której została oryginalnie wydana przez wydawnictwo Scribner 22 maja 2018 roku, a w Polsce tytuł ukazał się nakładem wydawnictwa Prószyński i S-ka 5 czerwca tego samego roku.
Książka została zekranizowana przez HBO w formie 10 odcinkowego serialu, telewizyjna premiera nastąpiła 12 stycznia 2020 roku.